# Schistocerca cancellata
Schistocerca cancellata, la langosta migratoria sudamericana (a veces llamada langosta voladora) es un  insecto del orden Orthoptera.

## Características generales
Posee cabeza grande cuerpo cilÍndrico comprimido lateralmente, dos ojos compuestos y tres ocelos. Cabeza grande en posición hipognata. Aparato bucal tipo masticador. El primer y segundo par de patas son de tipo caminador y el tercero es saltador con un gran desarrollo de los fémures. Se alimentan de una gran variedad de plantas.
La hembra pone alrededor de 120 huevos bajo tierra, en paquetes o espigas, unidos con sustancias pegajosas. Como todos los Orthoptera tienen metamorfosis incompleta. Pasan por 5 estados ninfales. Tienen una fase solitaria y una migratoria. Cuando las poblaciones crecen en gran cantidad, se convierten en migratorias y forman bandadas o "mangas". En los años de grandes migraciones su distribución se extiende desde el sur de Argentina hasta Bolivia, Paraguay y el sur de Brasil.
En Argentina ha sido una plaga muy severa en el siglo XIX y hasta mediados del siglo XX. Después disminuyó mucho, pero ha habido una resurgencia de la especie más recientemente, incluyendo entre 2015 y 2017 y en 2020 también.